# Halisarca melana
Halisarca melana är en svampdjursart som beskrevs av de Laubenfels 1954. Halisarca melana ingår i släktet Halisarca och familjen Halisarcidae.
Artens utbredningsområde är havet kring Palau. Inga underarter finns listade i Catalogue of Life.